# Projektorientierter Unterricht
Unter einem Projektorientierten Unterricht (bisweilen auch projektartiger Unterricht) versteht die Didaktik ein Unterrichtsverfahren, das auf die Arbeit in Projekten ausgerichtet ist, ohne die Kriterien des anspruchsvollen Projektunterrichts bereits voll zu erfüllen. Es nimmt eine Mittelstellung zwischen den Formen des Fachunterrichts und des Projektunterrichts ein und geht in der Regel von einem bestimmten Fach aus, etwa der Physik oder dem Sport.

## Entstehung
In den 1970er-Jahren setzte im europäischen Bildungswesen eine Renaissance der Projektidee ein, die in der Folge in der Lehrerbildung, in den Curricula und schließlich auch in der Praxis fast aller Schularten ihren Niederschlag fand. Sie begann mit einer stärkeren Verknüpfung der Schule mit dem Leben außerhalb der Schule und einer entsprechenden Öffnung der Fächer in Richtung einer interdisziplinären Kooperation. Themen des außerschulischen Lebens und spezielle Interessengebiete der Schüler erweiterten und bereicherten zunehmend das Stoffangebot.
Auslöser der Erneuerungsbewegung war einerseits die Erkenntnis, dass der isolierte, auf den Lernraum Schule begrenzte Fachunterricht die Lebenswirklichkeit zu wenig widerspiegelte und das vorrangige Interesse an einem speziellen Fachgebiet außerdem zu Fachegoismen, zu Facharroganz und zur Unterschätzung anderer Fächer und deren Beiträge führte.
Auf der anderen Seite sollte die im reinen Fachunterricht vorherrschende einseitige Lernbeanspruchung der Schüler aufgebrochen und in Richtung eines mehrdimensionalen Lernens ergänzt werden. Dabei besann man sich unter anderem auf die von John Dewey und seinem Schüler William Heard Kilpatrick bereits um die Jahrhundertwende praktizierte „Projektmethode“ („project method“). Diese musste den fortgeschrittenen didaktischen Erkenntnissen und dem aktuellen Entwicklungsstand der Schulen angepasst werden.
Die Orientierung am Projektgedanken bedeutete keine völlige Abkehr vom wissenschaftsgeprägten fächergegliederten Schulsystem, aber eine Veränderung der Prioritäten. Die Ergänzung der Lehr- und Lernmethoden bezweckte eine Erweiterung des Lernhorizonts in Form einer Ausrichtung an komplexen Fragestellungen, Problemen und Aufgaben. Hierbei bekam die Lebensumwelt eine wesentliche Bedeutung zugewiesen. Die Fächer erhielten nur noch eine dienende Funktion zugestanden. Um das neue Bildungskonzept umsetzen zu können, waren neue Lehrweisen und Lernformen zu entwickeln. Konsequenterweise mussten dabei auch die Lehrenden eine veränderte, für sie ungewohnte Rolle übernehmen. Bei dieser allmählichen Veränderung der Lehrerbildung und Unterrichtsstrukturen kristallisierte sich heraus, dass eine  anspruchsvolle, wissenschaftsbasierte Projektarbeit ohne einen Rückfall in vorfachliches Denken und Arbeiten und damit in die Unprofessionalität im Bereich der Schule zunächst nur mit Abstrichen möglich war. Die neuen anspruchsvollen Unterrichtsformen mussten von Lehrern wie Schülern erst angeeignet werden. Entsprechend ließ sich zunächst nur eine „Orientierung“ am eigentlichen Projektgedanken realisieren. So formulierten Rudolf/Warwitz 1982:
Sind die konstitutiven Projektmerkmale in ihrer Gesamtheit (noch) nicht erreichbar (z. B. bei der Einführung in die Projektarbeit), ist jedoch bereits ein Großteil der Kennzeichen gegeben, kann von „Projektorientiertem Unterricht“ gesprochen werden. Die Masse der in den Schulen laufenden „Projekte“ dürfte hier einzuordnen sein.
Dieser Begriff hatte sich in der didaktischen Diskussion der 1970er Jahre neben der verschwindenden Bezeichnung „projektartiger Unterricht“ nahezu gleichzeitig in zahlreichen Publikationen durchgesetzt.

## Charakter
Der „Projektorientierte Unterricht“ ist eine eigenständige, in sich sinnvolle Unterrichtsform. Er erfüllt aber gleichzeitig auch eine Funktion als Vorform des „eigentlichen“ Projektunterricht, insofern er didaktisch und methodisch ein Bindeglied darstellt zwischen dem reinen Fachunterricht und dem fächerübergreifend konzipierten Projektunterricht in der Nachfolge von John Dewey und William H.Kilpatrick.
Es handelt sich in der Regel um einen Fachunterricht, der in Anbetracht einer geplanten komplexen Aufgabe, die den Kompetenzrahmen des eigenen Faches übersteigt, Zubringerdienste anderer Fächer in Anspruch nimmt. Ein solcher Unterricht kann von jedem Fach ausgehen. Die Didaktik spricht dann von einem projektorientierten Mathematik-, Geschichts-, Biologie- oder Sportunterricht. Warwitz fasst diesen didaktischen Ansatz in das  Bild von einem „Fachunterricht, der seine Fenster und Türen zu benachbarten Fächern öffnet, aber noch im Wesentlichen auf Fachbasis arbeitet“.
Die in den 1970er Jahren sich etablierende Begriffsfindung „Projektorientierter Unterricht“ signalisiert, dass man sich auf das Arbeiten in Projekten zu bewegen will, dass sich die Lehr- und Lernweise an den charakteristischen Merkmalen des Projektunterricht „orientieren“ will, dessen harte Kriterien aber noch nicht erfüllen kann oder möchte. Gründe dafür können auf der einen Seite bei den Lehrenden und Lernenden, auf der anderen Seite aber auch in der Aufgabenstellung liegen:
Die personellen Gründe basieren auf der Erkenntnis, dass die Fähigkeiten der Lerngruppe einschließlich der Erfahrungen der Lehrenden noch nicht ausreichen und man sich erst in einem Lernprozess Richtung Projektarbeit befindet.
Die sachlichen Gründe ergeben sich aus dem wissenschaftlichen, technischen oder auch materiellen Anspruch, der an die eigene Arbeit gestellt wird, aus dem verfügbaren Zeitrahmen oder aus der noch geringen Komplexität der Aufgabenstellung, die den aufwendigen Projektunterricht nicht unbedingt erforderlich machen.
Charakteristisch für projektorientiertes Arbeiten ist die Inangriffnahme eines  Vorhabens, das den Kompetenzrahmen eines einzelnen Faches übersteigt und für das deshalb sinnvollerweise entsprechende Unterstützung seitens zuständiger Nachbarfächer in Anspruch genommen wird. Charakteristisch ist der Themenbezug auf ein Leitfach, dem die anderen Fächer Zubringerdienste leisten. Charakteristisch ist aber auch, dass die Orientierung des Lernens an einer Problemstellung stattfindet, wobei den Fächern nur eine dienende Funktion zukommt: Im projektorientierten Unterricht erhält der Sachanspruch einer optimal zu lösenden Aufgabe Vorrang vor den Anliegen eines bestimmten Faches. Der Übergang zum eigentlichen Projektunterricht kann fließend sein.

## Zielrichtungen
Projektorientierter Unterricht verfolgt in der Regel drei unterschiedliche Zielsetzungen. Sie sind an der vollgültigen Projektarbeit ausgerichtet und lassen sich auch miteinander kombinieren:
- Die Ausrichtung auf einen Fähigkeitserwerb, etwa die Bildung neuer physischer, intellektueller, technischer und kommunikativer Kompetenzen (= Lernprojekt).

Hierzu zählt auch die Aneignung von methodischem, organisatorischem und kooperativem Wissen und Können als Zielvorstellung für die Arbeit in der Form des fächerübergreifenden Projektunterrichts. Ein solcher Lernprozess strebt zuallererst die Ausbildung eines erweiterten Blickwinkels an, der über den einzelnen Fachhorizont hinausreicht.
- Die Ausrichtung auf die Erstellung eines Werkprodukts (= Werkprojekt).

Ein Werkprodukt stellt ein sichtbares, greifbares, vorweisbares Arbeitsergebnis dar, wie etwa die Realisierung eines Buchvorhabens: Der beispielsweise an einer Sammlung der von ihm entwickelten Spiele interessierte Fachunterricht Sport nimmt bei der Realisierung dieses Vorhabens die Dienste des Deutschunterrichts für die sprachliche Bearbeitung und/oder die des Kunstunterrichts für die bildliche oder technische Herstellung in Anspruch. Auf diesem Wege lässt sich die Werkgestaltung professionalisieren und in seinem handwerklichen Wert verbessern.
- Die Ausrichtung auf die Erkundung eines Sachverhalts, auf die Beantwortung einer Fragestellung oder die Suche nach einer Problemlösung (= Erkundungsprojekt).

Diese Zielbestimmung sucht Antworten auf eine komplexe Frage, die nur in der Zusammenarbeit mit einem zuständigen Nachbarfach sachgerecht und wissenschaftlich vertretbar zu finden sind. Dabei kann es sich etwa um ethische, rechtliche und ökonomische Fragen im Zusammenhang mit der Schuldenkrise, um Moral, Sprache und Umgangsformen im politischen Geschäft oder um Fragen der Ernährung, des Doping oder der Fairness im Hochleistungssport handeln.

## Fachbezogene Literaturbeispiele
Im projektorientierten Unterricht ergreift das einzelne Fach die Initiative und  bewegt sich mit seinen die eigene Sachkompetenz übersteigenden Anliegen auf die zuständigen Nachbarfächer zu. Dazu gibt es in der Literatur zahlreiche Anregungen, von denen nur einige exemplarisch aufgeführt werden können:
- Chemieunterricht[15]
- Mathematikunterricht[16]
- Physikunterricht[1][17]
- Sachunterricht[18]
- Sozialkundeunterricht[8][19]
- Sportunterricht[20][2][21][22]
- Verkehrserziehung[23]

## Einzelbelege
1. 1 2  Gerhard Löffler (Hrsg.): Projektorientierter Physikunterricht. Köln 1986
2. 1 2  Anita Rudolf, Siegbert Warwitz: Projektorientierter Sportunterricht. Forschungsvorhaben an der Pädagogischen Hochschule Karlsruhe. In karlsruher pädagogische beiträge 2(1980) S. 86–94
3. ↑  H.J. Michaelis: Projektorientierter Unterricht. Möglichkeit zur Öffnung der Schule. In: Westermanns Pädagogische Beiträge 14(1978) S. 156 ff
4. 1 2  Siegbert Warwitz: Die kooperative Ergänzungsbedürftigkeit des Sportunterrichts. In: Ders.: Interdisziplinäre Sporterziehung. Didaktische Perspektiven und Modellbeispiele fachübergreifenden Unterrichts. Schorndorf 1974. S. 40–52
5. ↑  Gernot Schlager, Siegbert Warwitz: Wildwasserfahren als fächerübergreifende Aufgabe. Ein Modellvorschlag zur interdisziplinären Öffnung der Fachcurricula. In: Sportunterricht 6(1976) S. 187–191
6. ↑  William H. Kilpatrick: The project method. New York 1919
7. ↑  Siegbert Warwitz, Anita Rudolf: Projekte. Basisartikel. In: Zeitschrift Sportpädagogik 6(1982) S. 18
8. 1 2  D. de Bie, C. Louwerse: Projektorientierung im pädagogischen und sozialen Feld. Freiburg 1977
9. ↑  Siegbert Warwitz, Anita Rudolf: Projektunterricht. Didaktische Grundlagen und Modelle. Schorndorf 1977
10. ↑  W. Geisler u. a. (Hrsg.): Projektorientierter Unterricht. 2. Auflage. Weinheim, Basel 1978
11. ↑  R. Stach (Hrsg.): Projektorientierter Unterricht. Theorie und Praxis. Kastellaun 1979
12. ↑  Peter Petersen (Hrsg.): John Dewey, William H. Kilpatrick: Der Projekt-Plan. Grundlegung und Praxis. Weimar 1935
13. ↑  Siegbert Warwitz, Anita Rudolf: Merkmale eines Projekts. In: Dies.: Projektunterricht. Didaktische Grundlagen und Modelle. Schorndorf 1977. S. 18–27
14. ↑  Siegbert Warwitz: Wie Schwimmen zum Thema fächerübergreifenden Unterrichts werden kann. In: Zeitschrift für Sportpädagogik 1(1977) S. 72–82.
15. ↑  Wolfgang Münzinger, Karl Frey (Hrsg.): Chemie in Projekten. Beispiele für fachübergreifende, projektorientierte Vorhaben mit Schwerpunkten aus der Chemie. Institut für die Pädagogik der Naturwissenschaften an der Universität Kiel. Köln 1992
16. ↑  Bernd Zimmermann: Problemorientierter Mathematikunterricht. Bad Salzdetfurth 1991
17. ↑  Klaus Mie,  Karl Frey(Hrsg.): Physik in Projekten. Beispiele für fachübergreifende, projektorientierte Vorhaben mit Schwerpunkten aus der Physik. Institut für die Pädagogik der Naturwissenschaften an der Universität Kiel. Köln 1994
18. ↑  Astrid Kaiser: „Praxisbuch Grundschulprojekte“. Baltmannsweiler 2011
19. ↑  Willy Potthoff: Pädagogische und soziale Projektvariationen. Freiburg 2006
20. ↑  H.J. Michaelis: Vorschläge zu einer projektorientierten Bewegungsspiel- und Sporterziehung in der Eingangsstufe. In: Sportunterricht 10(1976) S. 46 ff
21. ↑  Frankfurter Arbeitsgruppe (Hrsg.): Offener Sportunterricht. Analysieren und planen. Reinbek 1982
22. ↑  Anita Rudolf, Siegbert Warwitz: Sport in Projekten erleben-gestalten-begreifen. In: Rainer Pawelke (Hrsg.): Neue Sportkultur. AOL-Verlag. Lichtenau 1995. S. 358–369
23. ↑  S.A. Warwitz: Projektorientierte Verkehrserziehung vom Kinde aus. In: karlsruher pädagogische beiträge 28(1992)59-69